# Jóičiró Nambu
Jóičiró Nambu (japonsky 南部 陽一郎, Nambu Jóičiró, přepis v hebonšiki: Yoichiro Nambu * 18. ledna 1921 Tokio (po zemětřesení v r. 1923 bydlel ve Fukui), Japonsko – 5. července 2015) byl americký fyzik japonské národnosti, držitel Nobelovy ceny za fyziku.

## Život a výzkum
Vystudoval univerzitu v Tokiu a v roce 1950 se stal profesorem fyziky na městské univerzitě Ósace. Později se přestěhoval do USA a v roce 1970 se stal americkým občanem a profesorem na Chicagské univerzitě.
Navrhl barevný náboj pro kvantovou chromodynamiku a je považován za jednoho ze zakladatelů teorie strun, podle které svět není složen z několika různých bodových elementárních částic, nýbrž z drobounkých jednorozměrných smyček a vláken – strun.
Za svůj objev mechanismu spontánního narušení symetrie získal společně s Makotom Kobajašim a Tošihidem Masukawou v roce 2008 Nobelovu cenu za fyziku.